# Henry Purcell
Henry Purcell (10 de setembre de 1659 – 21 de novembre de 1695) va ser un compositor anglès del Barroc, generalment considerat com un dels més grans compositors britànics, i fins i tot el més gran dels compositors anglesos nadius; tenint en compte que Händel tot i haver-se naturalitzat anglès, era d'origen alemany. Purcell va incorporar elements estilístics italians i francesos, però va desenvolupar un peculiar estil musical anglès.

## Infància
Purcell va néixer a St Ann's Lane, Old Pye Street, Westminster. Son pare, Henry Purcell, era un cavaller de la Chapel Royal, i va cantar a la coronació del rei Carles II d'Anglaterra. Henry el vell va tenir tres fills, Edward, Henry, i Daniel. Daniel Purcell (m. 1717), el més jove dels tres germans, va ser també un compositor prolífic.
Després de la mort del pare l'any 1664, el jove Henry Purcell va ser posat sota la custòdia del seu oncle, Thomas Purcell (mort el 1682), qui va mostrar envers ell un gran afecte i cura. Thomas era també un cavaller de la Capella de sa Majestat, i va aconseguir que Henry fóra admès com a membre del cor. Henry va estudiar primer sota el mestratge del capità Henry Cooke (m. 1672), mestre d'infants, i després amb Pelham Humfrey (m. 1674), successor de Cooke.

## Primeres composicions
Hom creu que Purcell va començar a compondre música a l'edat de nou anys; però la primera obra de la qual es té constància certa és una oda per a l'aniversari del rei, composta l'any 1670. Tanmateix, la data d'aquesta composició és encara incerta, malgrat la gran quantitat de recerques que s'han dut a terme. Després de la mort de Humfrey, Purcell va continuar estudiant amb John Blow. Va assistir a la Westminster School i l'any 1676 va aconseguir treball com a organista, a l'Abadia de Westminster. Aquest mateix any va compondre la música per a Aureng-Zebe, de John Dryden i per a Epsom Wells i The Libertine de Thomas Shadwell. Aquestes obres van ser seguides l'any 1677 per la música per a la tragèdia Abdelazar d'Aphra Behn. El 1678 va compondre una obertura i mascarada per a la versió que Shadwell havia fet de Timon of Athens de Shakespeare. El cor «In these delightful pleasant groves» de The Libertine encara s'interpreta.
L'any 1679 va compondre diverses cançons sobre textos de John Playford, sota el títol Choice Ayres, Songs and Dialogues, i també una antífona, el nom de la qual no es coneix, per a la Chapel Royal. A partir d'una carta escrita per Thomas Purcell, se sap que aquesta antífona va ser composta per a la veu excepcional del reverend John Gostling, aleshores a Canterbury, però després cavaller de la capella de sa majestat. Purcell va compondre diverses antífones a diferents èpoques per a aquesta veu portentosa de baix profondo, de la que se sap que abastava un rang d'almenys dues octaves completes, des del Re fins al Re de dues octaves per damunt.
Es desconeixen les dates de composició d'aquestes obres sacres, d'entre les quals potser l'exemple més destacat siga l'antífona They that go down to the sea in ships. En acció de gràcies per la salvació providencial del rei d'un naufragi, Gostling, que pertanyia al partit reialista, va arranjar alguns versos dels salms en forma d'una antífona, i va demanar a Purcell que li posi música. L'obra és molt difícil d'interpretar, com que inclou un passatge que travessa l'extensió completa de la veu de Gostling, començant pel Re superior i descendint dues octaves cap a baix.

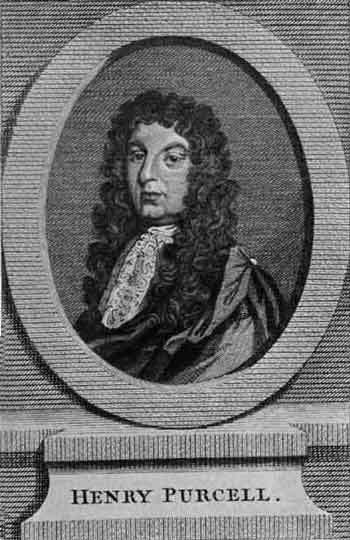
Retrat de Henry Purcell

## Organista a la Westminster Abbey
L'any 1680, Blow, que havia accedit al lloc d'organista de l'Abadia de Westminster el 1669, va dimitir en favor del seu deixeble, que llavors tenia vint-i-dos anys. Aleshores Purcell es va dedicar completament a la composició de música religiosa, i durant sis anys va abandonar el teatre. Tot i això, durant part d'aquest any, probablement abans de començar amb la seua nova ocupació, va compondre dues importants obres per a l'escena, la música per a Theodosius de Nathaniel Lee i la música per a The Virtuous Wife de Thomas D'Urfey.
La composició de l'òpera Dido i Enees (Dido and Aeneas), que constitueix una important fita en la història de la música dramàtica anglesa, també s'ha atribuït a aquest període, tot i que W. Barclay Squire ha demostrat que la primera representació va tenir lloc entre els anys 1688 i 1690. El llibret va ser escrit per Nahum Tate sota comanda del professor de dansa Josiah Priest, qui també regentava una escola per a dames joves, primer a Leicester Fields i més tard a Chelsea, on se suposa que l'obra va ser estrenada. Dido i Enees es considera la primera genuïna òpera anglesa. Tot i deure encara molt a les semi-òperes i mascarades, especialment a Venus and Adonis de Blow, ja no hi ha diàlegs parlats, sinó que l'acció progressa amb recitatius. Dido i Enees mai no va trobar el seu lloc al teatre, tot i que sembla haver estat molt popular en cercles privats. Hom creu que va ser molt copiada, però només una ària va ser impresa per la viuda de Purcell en Orpheus Britannicus. L'obra completa va quedar en manuscrit fins a l'any 1840, quan va ser impresa per la Musical Antiquarian Society en una edició de Sir George Macfarren.
Poc després del casament de Purcell el 1682, a la mort d'Edmund Lowe, va ocupar el lloc d'organista de la Chapel Royal, una ocupació que podia simultanejar amb el seu treball a l'Abadia de Westminster. El seu fill primogènit va nàixer aquest mateix any. La seu primera obra publicada, Dotze sonates, va sortir l'any 1683. Durant uns quants anys va estar molt ocupat en la composició de música religiosa, odes adreçades al rei i a la família reial, i altres obres semblants. El 1685 va compondre les seues dues més exquisides antífones, I was glad i My heart is inditing, per a la coronació de Jaume II d'Anglaterra.

## Darreres composicions
El 1687, va reprendre la connexió amb el teatre, proporcionant la música per a la tragèdia de Dryden Tyrannick Love. Aquest mateix any, Purcell va compondre una marxa i un quickstep, que esdevingueren tan populars que Lord Wharton va adaptar el darrer als fatals versos de Lillibullero. El gener de 1688 o poc abans, va compondre l'antífona Blessed are they that fear the Lord, sota comanda expressa del rei. Uns pocs mesos després va compondre la música per a la comèdia The Fool's Preferment de D'Urfey.
El 1690 va compondre les cançons per a la versió de Dryden de La tempesta, de Shakespeare, a la qual inclou Full fathom five i Come unto these yellow sands, la música per a l'adaptació de Betterton de l'obra de Fletcher i Massinger Prophetess (després anomenada Dioclesian) i per a Amphitryon de Dryden.
El 1691 va produir la seva obra mestra dramàtica King Arthur, també sobre llibret de Dryden, i publicada per primera vegada l'any 1843 per la Musical Antiquarian Society. El 1692, va compondre cançons i música per a The Fairy-Queen (una adaptació de El somni d'una nit d'estiu de Shakespeare), la partitura de la qual va ser redescoberta l'any 1901 i publicada per la Purcell Society.
El Te Deum and Jubilate de Purcell va ser compost per al dia de Santa Cecília de 1693. Es tracta del primer Te Deum anglès amb acompanyament orquestral. Aquesta obra va ser interpretada any rere any a la catedral de Sant Pau de Londres fins a l'any 1712; després va ser interpretada alternativament amb l'Utrecht Te Deum and Jubilate de Händel fins a l'any 1743, moment en què ambdues obres van ser reemplaçades pel Dettingen Te Deum de Händel. El 1694 en col·laboració amb John Eccles va compondre l'òpera Don Quixote.
Va compondre una antífona i dues elegies per al funeral de la reina Maria II d'Anglaterra i d'Escòcia. A més de les òperes i semi-òperes adés esmentades, Purcell va compondre Don Quixote, Boudicca, The Indian Queen i d'altres, una vasta quantitat de música sacra i nombroses odes, cantates i altres peces.

## Mort
Va morir a casa seva a Dean's Yard, Westminster, el 1695, al cim del seu geni; estava a la meitat de la trentena. La seua esposa i dos dels seus sis fills el van sobreviure. La seua viuda va morir l'any 1706 i havia publicat algunes de les obres del seu espòs, entre elles l'actualment cèlebre col·lecció anomenada Orpheus Britannicus, en dos volums, impresos el 1698 i el 1702 respectivament.
La causa de la mort de Purcell no està clara: una hipòtesi és un refredat agafat una nit que va tornar tard del teatre i es va trobar que la seua esposa havia deixat la porta tancada; un altre que va sucumbir a un enverinament de la xocolata; potser el més probable és que va morir de tuberculosi.
En el nom de Déu, Amén. Jo, Henry Purcell, de la ciutat de Westminster, cavaller, trobant-me greument malalt quant a la constitució del meu cos, però en perfecte estat respecte a l'enteniment i la memòria (gràcies a Déu), demane als presents publicar i declarar aquests meus darrers Voluntat i Testament. I done i llegue per aquests a la meua estimada esposa, Frances Purcell, totes les meues propietats i efectes personals de qualsevol naturalesa…
Purcell va ser soterrat en una tomba adjacent a l'orgue de l'abadia de Westminster.

## Difusió de la seua obra
El 1836 es va fundar a Londres el Purcell Club amb l'objectiu de promoure la interpretació de la seua música, però va ser dissolt l'any 1863. El 1876 es va fundar la Purcell Society, que va encarregar-se de fer noves edicions de la música de Purcell.
Purcell es troba entre els compositors barrocs que més influència han tingut sobre el modern rock and roll; d'acord amb Pete Townshend de The Who, Purcell es troba entre les seues influències, particularment evident en el principi de Pinball Wizard. També la pel·lícula A Clockwork Orange va utilitzar la Música per al funeral de la Reina Maria de Purcell per als títols.
També Purcell ha exercit una poderosa influència sobre els compositors que van produir el renaixement de la música anglesa al segle xx. Aquesta influència es fa palesa principalment en l'obra de Benjamin Britten, qui va crear i interpretar una producció de Dido i Enees i que va utilitzar un tema de Purcell, extret d'Abdelazar, en la seua obra The Young Person's Guide to the Orchestra. Estilísticament, l'ària I know a bank de l'òpera de Britten A Midsummer Night's Dream està clarament inspirada per l'ària de Purcell Sweeter than Roses, de la música incidental per al drama Pausanias, de Dryden.